# Nick Willis
Nicholas Ian Willis (* 25. dubna 1983, Lower Hutt) je novozélandský atlet, běžec, který se věnuje středním tratím.

## Kariéra
V roce 2002 na juniorském mistrovství světa v Kingstonu doběhl ve finále běhu na 1500 metrů na 4. místě. O dva roky později reprezentoval na letních olympijských hrách v Athénách, kde skončil ve druhém semifinálovém běhu na 6. místě a do finále nepostoupil. V roce 2006 získal zlatou medaili na Hrách Commonwealthu v Melbourne a na následujících hrách v roce 2010 v Novém Dillí vybojoval bronz. Na Mistrovství světa v atletice 2007 v japonské Ósace obsadil ve finále 10. místo.

## LOH 2008
Největší úspěch své kariéry zaznamenal v roce 2008 na letních olympijských hrách v Pekingu, kde původně vybojoval v čase 3:34,16 bronzovou medaili v běhu na 1500 metrů. Stříbro získal Keňan Asbel Kipruto Kiprop, který byl o pět setin sekundy rychlejší a zlato Rašíd Ramzí z Bahrajnu za 3:32,94.
V dubnu roku 2009 byl však Ramzí kvůli pozitivnímu dopingovému testu na látku CERA diskvalifikován a v listopadu o zlato definitivně přišel. Kiprop získal dodatečně zlato, Willis stříbro a na bronz dosáhl Mehdi Baala z Francie.